# اچ‌ام‌اس فاون (ای۳۲۵)
اچ‌ام‌اس فاون (ای۳۲۵) (به انگلیسی: HMS Fawn (A325)) یک کشتی بود که طول آن ۵۷٫۷ متر (۱۸۹ فوت ۴ اینچ) بود. این کشتی در سال ۱۹۶۸ ساخته شد.